# Thérèse Raquin (film din 1953)
Thérèse Raquin (titlul original: în franceză Thérèse Raquin) este un film dramatic franco-italian, realizat în 1953 de regizorul Marcel Carné, după romanul omonim din 1867 al scriitorului Émile Zola, transpus în jurul anul 1953, protagoniști fiind actorii Simone Signoret, Raf Vallone, Sylvie și Jacques Duby.

## Rezumat
Personajul din titlu este gospodina îndelung suferindă care visează la un partener de viață mai romantic decât burghezul Camille. Therese se bucură de o aventură fierbinte cu șoferul de camion, Laurent, doar pentru a-și da seama de adevăratul gol al aspirațiilor ei. În cele din urmă, Therese își provoacă propria ei distrugere, fără a învăța niciodată să aprecieze cu adevărat ceea ce are deja...

## Distribuție
- Simone Signoret – Thérèse Raquin, soția lui Camille, născută Dubois
- Raf Vallone – Laurent, camionagiul italian, amantul Thérèsei
- Sylvie – Madame Raquin, mama lui Camille
- Roland Lesaffre – Henri zis „Riton”, marinarul
- Jacques Duby – Camille Raquin, comerciant lionez, soțul Thérèsei
- Maria-Pia Casilio – Georgette, angajata hotelului Riton
- Marcel André – Monsieur Michaud, un amic de familie
- Martial Rèbe – Monsieur Grivet, un amic de familie
- Nerio Bernardi – doctorul
- Paul Frankeur – controlorul din tren
- Lucien Hubert – șeful de gară din Dijon
- Madeleine Barbulée – dna. Noblet, o clientă
- Francette Vernillat – Françoise, micuța cocoșată angajată
- Bernard Véron – poștașul
- Alain Terrane – un camionagiu
- Jacques Hilling – chelnerul de la taverna Moulin Rouge
- Danielle Dumont – mireasa dansând în taverna Moulin Rouge
- Jean-Jacques Lecot
- Claude Naudès
- Jean Rozenberg
- Jean Sylvère
- Chantal Retz

## Premii
- 1953 - Festivalul de Film de la Veneția
  - filmul premiat cu Leul de Argint